# پری‌شاهرخ زرشکی
پری‌شاهرخ زرشکی یا پری‌شاهرخ سیاه‌وزرشکی (نام علمی: Oriolus cruentus) نام یک گونه از سرده پری‌شاهرخ است.